# 田中友紀子
田中 友紀子（たなか ゆきこ、1971年3月17日 - ）は、日本の元アイドル歌手。

## ディスコグラフィ

### シングル
1. 「スコールが来るわ」 (C/W：Rainbow Maker / 1993.05.21 / 日本コロムビア)
2. 「想い出がはじまる日」 (C/W：優しい時間の中で / 1993.10.21 / 日本コロムビア)
3. 「Reflection」 (C/W：ふたりのシネマを作りたい / 1994.05.21 / 日本コロムビア)
4. 「CROSS TO YOU」 (C/W：あなたへ… / 1994.09.01 / 日本コロムビア)

### アルバム
1. 「君たちのくれた夏」 (1993.07.21 / 日本コロムビア)
2. 「1/2ダースの想い出」 (1993.12.01 / 日本コロムビア)
3. 「Reflection」 (1994.07.01 / 日本コロムビア)[2]

### タイアップ
- 「スコールが来るわ」、「Rainbow Maker」  テレビ東京系「ときめきマリンⅡ」挿入歌[3]